# Nagyszénás
Nagyszénás es un pueblo húngaro perteneciente al distrito de Orosháza, condado de Békés.

## Superficie
Cuenta con una superficie de 95,56 km².

## Demografía
Hasta 2024 la población era de 4319 habitantes, con una densidad de población de 45,19 hab/km².
| Gráfica de evolución demográfica de Nagyszénás entre 2020 y 2024 |
|                                                                  |
| Datos según la Oficina Central de Estadística de Hungría.        |